# یوآن ژن
یوآن ژن (فرانسوی: Yohann Gène‎؛ زادهٔ ۲۵ ژوئن ۱۹۸۱) دوچرخه‌سوار اهل فرانسه است.
از باشگاه‌هایی که در آن رکاب زده‌است می‌توان به تیم دوچرخه‌سواری دیرکت انرژی اشاره کرد.